# Jermaine Seoposenwe
Jermaine Seoposenwe (født 12. oktober 1993) er en sydafrikansk fodboldspiller.
Hun repræsenterede Sydafrika ved sommer-OL 2016 i Rio de Janeiro, hvor hun blev elimineret i gruppespillet med det sydafrikanske kvindelandshold.